# Chiesa di Sant'Antonio Abate (Evora)
La chiesa di Sant'Antonio (in lingua portoghese Igreja de Santo Antão) è una chiesa che si trova nella cittadina di Évora.

## Storia
La chiesa fu costruita fra il 1557 e il 1563 per volere dell'allora arcivescovo di Évora e cardinale, Enrico, futuro re del Portogallo. Fu eretta nello spazio (allargato) sul quale vi erano l'antico Albergaria do Corpo de Deus (un ostello) con annessa cappella, entrambi dedicati a sant'Antonio Abate. Pochi anni dopo la sua inaugurazione, avvenuta durante l'episcopato di João de Melo, la volta venne distrutta da un terremoto (1568). Nel 1572 ebbe luogo la ricostruzione ad opera dell'architetto Francisco Varela, che v'installo all'interno anche alcuni organi, uno dei quali è ancor oggi funzionanante. Nel 1648 il portale originale, costruito in quercia della Fianfre, fu sostituito con un altro in legno proveniente dal Brasile. Nei secoli XVII e XVIII la chiesa fu provvista di altari in stile barocco e il 22 aprile 1804 fu riconsacrata dopo lunghi lavori di restauro. Nonostante queste opere barocche, la chiesa mantiene anche all'interno lo stile rinascimentale originale. La griglia che circonda il sagrato fu posta probabilmente nel 1809 dall'arcivescovo D, Joaquim Xavier Botelho de Lima nel 1809.
Per molto tempo tavole e piattaforme furono posate sul sagrato della chiesa per le autodafé del Sant'Uffizio: la corte qui si riuniva, qui leggeva il verdetto e la maggior parte dei colpevoli veniva consegnata al braccio secolare.

## Facciata

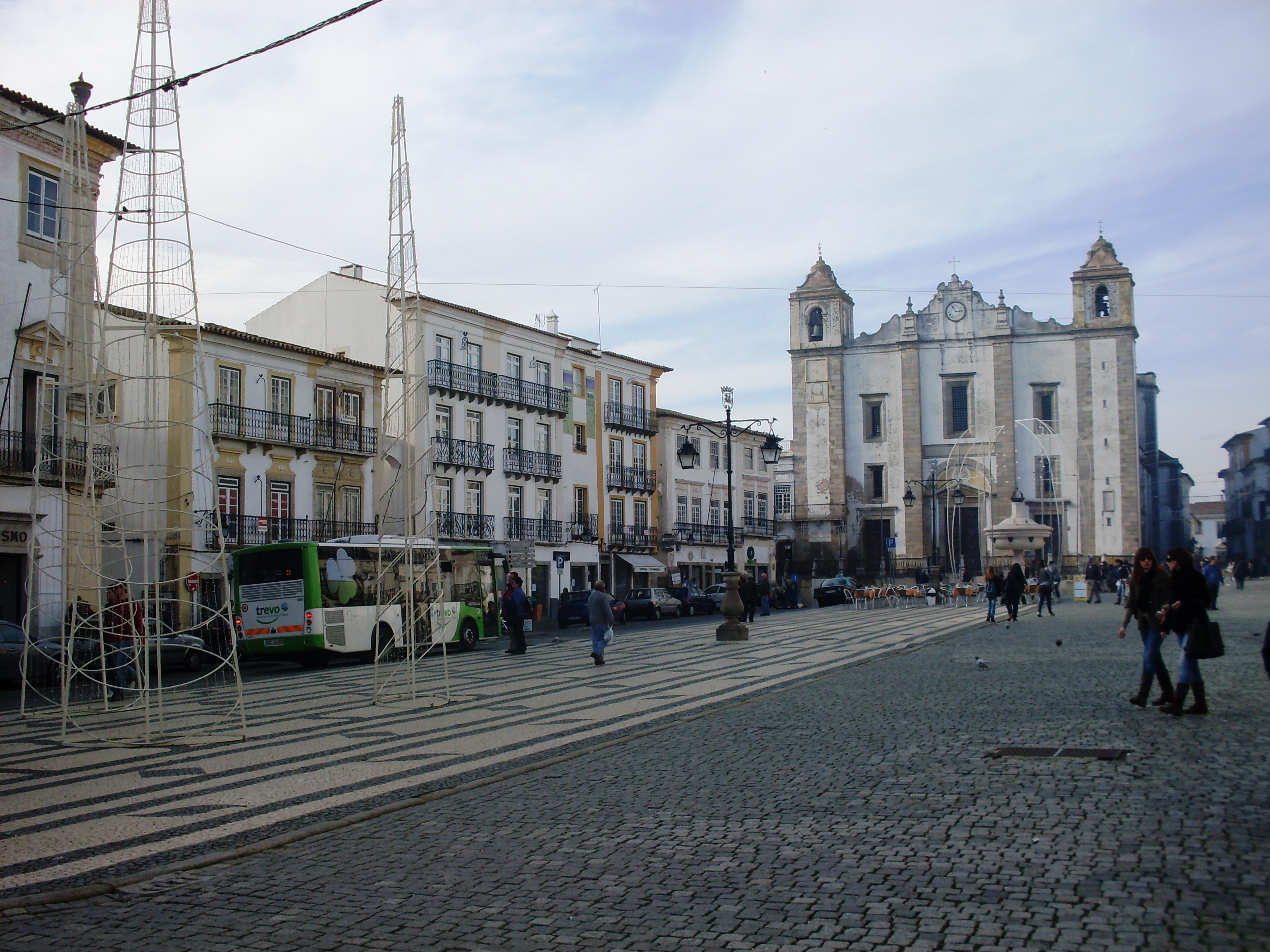
La piazza di Evora ove sorge la chiesa di Sant'Antonio (Praça do Giraldo)

La facciata, in tre ordini, è scandita da due paraste in muratura tra le quali si trova il portale principale, sovrastato da un timpano inscritto in un semicerchio con sopra una grossa finestra rettangolare strombata. Ai due lati estremi si ergono, senza soluzione di continuità con la facciata, due torri sovrastate da altrettanti piccoli campanili e tra le torri e le paraste corrispondenti, si trovano le due porte laterali, accessi alle rispettive navate, sormontate ciascuna da due finestre rettangolari strombate. Sulla sommità centrale, tra le due torri, una vela con al centro un orologio. Alla chiesa si accede per mezzo di un sagrato di alcuni gradini, circondato da una griglia. Una lapide ricorda la fondazione della chiesa:
(Lapide sul fronte della chiesa.)

## Interno

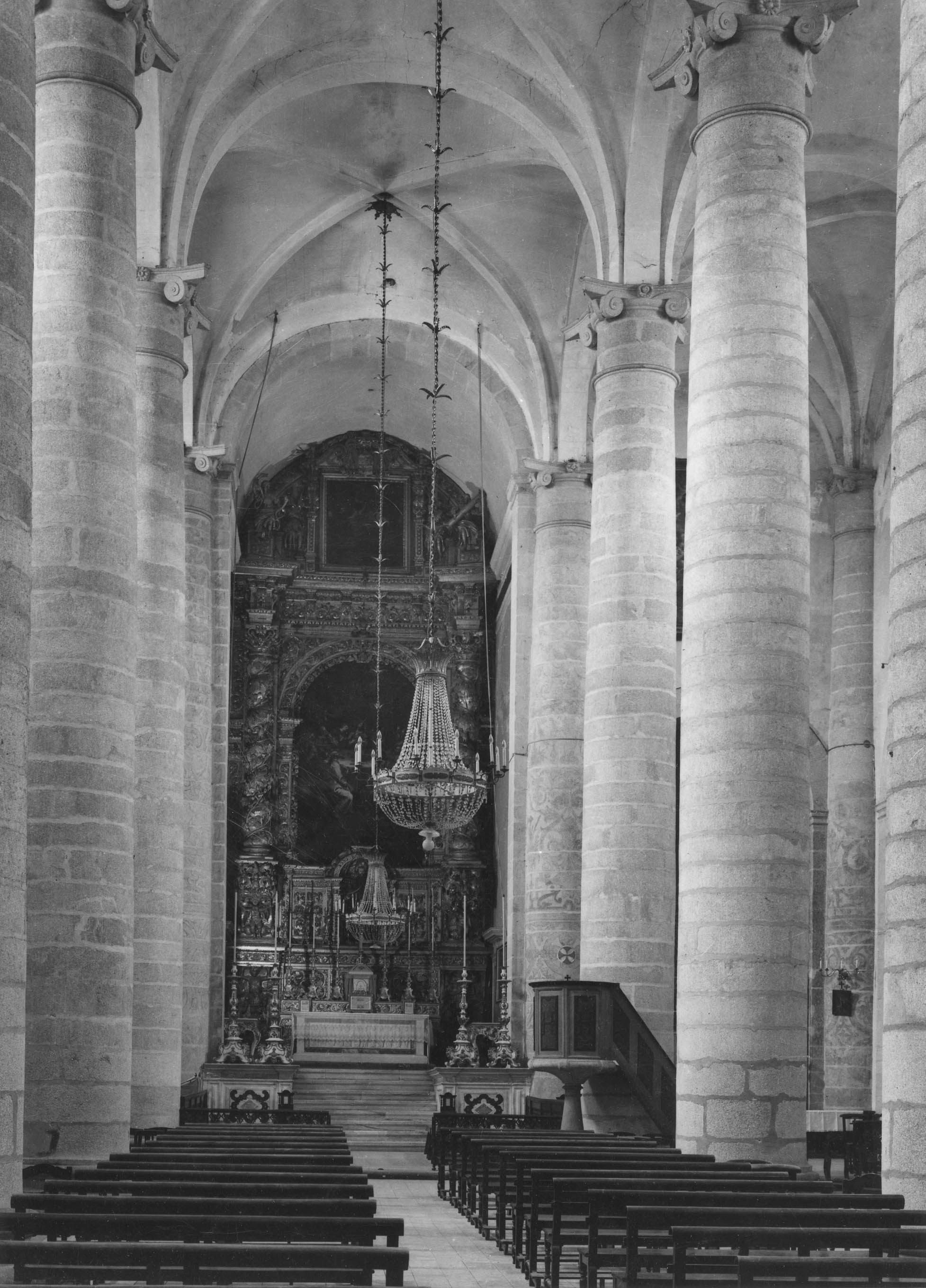
Interno della chiesa: navata centrale e altar maggiore

L'interno, a pianta rettangolare di 33 m x 7 m, è a tre navate di pari altezza, separate da due file di ampie colonne ed al termine di ciascuna delle quali si trova una cappella. La statua del santo cui è dedicata la chiesa è un'opera in legno dipinto risalente al XVII secolo, racchiusa in una nicchia, rappresentante sant'Antonio Abate avvolto in un mantello sul quale, in corrispondenza della spalla destra, è dipinta una croce a T; alla mano sinistra, con braccio quasi teso, tiene un bastone, mentre la destra sostiene un libro e alla manica corrispondente è appeso un campanellino. Ai piedi del santo è scolpito, secondo l'iconografia, un porcellino. Dietro la testa, un'aureola.

### Cappelle
(elenco non esaustivo)
Cappella del battistero
Contiene il fonte battesimale in marmo. La nicchia posteriore al fonte è rivestita di azulejo, al centro un quadro del XVIII secolo rappresentante il Battesimo di Gesù
Cappella di Na Sa da Alegria
Contiene un grosso retablo in stile barocco, all'interno di due colonne corinzie reggenti un grosso arco, decorate con elementi fitomorfici; al centro dell'arco, in alto, vi è un dipinto (olio su tela) rappresentante Gesù fra i Dottori del XVIII secolo. Il retablo è inoltre decorato con piastrelle gialle e blu secondo lo stile portoghese detto maçaroca. Al centro del retablo una statua di sant'Antonio di Lisbona.
Cappella di Sant'Anna
Contiene un grosso retablo policromo in stile barocco-rococò. In alto sopra la statua di santa Teresa del Bambino Gesù, un dipinto su legno in stile manierista rappresentante L'adorazione dei pastori, del XVI secolo, con le figure di san Giovanni de Britto e di san Cristoforo; in basso ai lati, rispettivamente san Giovanni Battista (sin.) e una Pietà.
Cappella di Na Sa dos Rémedios
Altare in pietra con colonne tortili ai lati e statua in edicola di Nostra Signora dei Rimedi; sopra la statua dipinto di Francisco de Matos Vieira (1699-1783), detto Vieira Lusitano, rappresentante Sant'Agostino d'Ippona che distrugge l'eresia.